# Állatok a háborúban emlékmű
Az Állatok a háborúban emlékmű (Animals in War Memorial) Londonban, a Hyde Park közelében, a Brook Gate-nél áll, és azoknak az állatoknak állít emléket, amelyek a brit és szövetséges csapatokat szolgálva pusztultak el a háborúkban.

## Története
Az emlékművet az első világháború kitörésének 90. évfordulóján, 2004. novemberben leplezték le. Az emlékmű felállítását Jilly Cooper Animals in War (Állatok a háborúban) című könyve inspirálta. A szobrok 2 millió fontos költségét nemzeti adakozásból fedezték, és az Animals in War Memorial Fund nevű alapítvány gyűjtötte össze. Az emlékművet David Backhouse készítette. Az íves fal portlandi kőből készült, az azon áthaladni készülő öszvérek, illetve a túlsó oldalon álló kutya és ló anyaga bronz.
Az alkotáson két felirat olvashatóː „Ezt az emlékművet azoknak az állatoknak ajánljuk, amelyek a brit és szövetséges erők mellett szolgáltak és pusztultak el a háborúkban és hadműveletekben az idők során” és „Nekik nem volt választásuk”. Az emlékművet a The Royal Parks gondozza.